# ペレを買った男
ペレを買った男（原題、Once in a Lifetime）は、2006年に製作され2007年に公開されたアメリカ合衆国とイギリスの共同制作による映画。1970年代に存在したニューヨーク・コスモスというサッカークラブを題材にしたドキュメンタリー映画である。

## 概要
ペレやフランツ・ベッケンバウアーらが在籍し、1970年代後半のアメリカにサッカーブームを巻き起こしたニューヨーク・コスモスの盛衰を通じて、スポーツビジネスの光と影を描いた作品である。邦題の「ペレを買った男」とは、当時のワーナー・ブラザース会長で「元祖メディア王」とも呼ばれたスティーブ・ロスの事を指す。次々とビジネスを成功させた彼の次なる野望はサッカー不毛の地と呼ばれたアメリカで、サッカーをメジャーリーグ級の人気スポーツに発展させる事であった。
作品は当時の映像や、ベッケンバウアーやカルロス・アウベルトなどの選手、関係者などのインタビューを、ベテラン俳優のマット・ディロンのナレーションと1970年代のヒット曲に乗せて構成している。しかし肝心のペレはインタビュー出演を拒否している。

## スタッフ
- 監督 ：ジョン・ダウアー、ポール・クロウダー
- ナレーション : マット・ディロン

## キャスト
- スティーブ・ロス
- アーメット・アーティガン（アトランティック・レコードの創設者）
- ペレ
- フランツ・ベッケンバウアー
- カルロス・アウベルト
- ジョルジョ・キナーリャ

## 賞・動員
- 2006年　トライベッカ映画祭　出品
- 2006年　ベルリン国際映画祭　出品
- 2006年　ドーヴィル映画祭　出品
- 2007年　アメリカ脚本家協会最優秀ドキュメンタリー脚本賞　ノミネート